# Adriano Diogo
Adriano Diogo (São Paulo, 30 de março de 1949) é um geólogo e político brasileiro, filiado ao Partido dos Trabalhadores (PT).

## Biografia
Nascido em 1949, no bairro da Mooca e formado em Geologia pela USP, Adriano sempre esteve envolvido na militância pela democracia e pelos direitos humanos, tendo recebido o Prêmio Santo Dias da Assembleia Legislativa do Estado de São Paulo (ALESP) por sua atuação nesse campo desde o "movimento estudantil paulista durante a ditadura militar na década de 70". 
Adriano começou sua militância na década de sessenta, ainda como estudante secundarista. 
Quando era graduando em Geologia na Universidade de São Paulo e membro universitário do grupo clandestino contra a ditadura Ação Libertadora Nacional, criado por Carlos Marighella, foi perseguido, preso em  1973 e torturado no DOI-Codi de São Paulo., pouco depois do assassinato sob tortura de seu colega na faculdade de Geologia Alexandre Vannucchi Leme. 
Na sua trajetória política, exerceu quatro mandatos de Vereador, de 1989 a 2003, ocupando-se especialmente das áreas do meio ambiente, da saúde pública, educação, moradia popular e das regiões periféricas. Participou como um dos redatores da Lei Orgânica do Município em Saúde e Meio Ambiente.
Em 2003 e 2004, assumiu o cargo de secretário de Verde e Meio Ambiente do município de São Paulo durante a prefeitura de Marta Suplicy.
Foi eleito deputado estadual em 2002 e reeleito em 2006 e 2010.
Foi autor da Lei de Coleta Seletiva de Lixo, , da "Lei das Piscininhas" para combate às enchentes , entre outras leis na área ambiental. Foi membro da Comissão de Direitos Humanos da ALESP, na qual presidiu a Comissão da Verdade do Estado de São Paulo "Rubens Paiva" que investigou e divulgou os crimes cometidos pela ditadura militar em São Paulo,  o SOS Racismo e a CPI dos Trotes, que investigou os trotes violentos nas universidades paulistas, com denúncias de tortura, machismo, racismo e homofobia.
Apresentou o projeto de Lei 1.257/2014, que institui o Comitê Estadual de Prevenção e Combate à Tortura no Estado de São Paulo, para criar mecanismos de prevenção e combate a esse crime hediondo.